# Rosa Bauer
Rosa Bauer (* 23. August 1922 in Reintal bei Miesbach; † 24. Dezember 2013 in Unterhaching) war eine deutsche Sozialarbeiterin. Sie war Vorsitzende der Arbeiterwohlfahrt, Kreisrätin, Gemeinderätin und Ehrenbürgerin der Gemeinden Unterhaching und Županja.

## Leben
Rosa Bauer wurde als letztes von fünf Kindern einer Bergmannsfamilie geboren. Im Jahr 1933 starb ihr Vater, sie lebte mit Mutter und Geschwistern in großer Not. Rosa schloss die Volksschule ab und nahm eine Stellung als Haushaltshilfe an.
Im Jahr 1946 heiratete sie, verlor später ihr eigenes Kind und nahm ein Pflegekind an. Ab 1960 arbeitete sie in der Verwaltung des Miesbacher Krankenhauses und ließ sich dort zur Arzthelferin ausbilden. Im Jahr 1967 zog die Familie nach Unterhaching um, wo Rosa Bauer als Arzthelferin bei einem niedergelassenen Arzt arbeitete.
Aus gesundheitlichen Gründen legte Rosa Bauer im Jahr 1998 ihre Ehrenämter als Kreisrätin und Vorsitzende des Ortsverbandes der Arbeiterwohlfahrt (AWO) nieder. Ihr Amt als Gemeinderätin und Sozialreferentin der Gemeinde Unterhaching übte sie weiterhin aus.
Sie wurde am 22. Januar 2014 auf dem Friedhof in Unterhaching, unter großer Anteilnahme der Bevölkerung, beigesetzt.

### Politisches Engagement
Im Jahr 1977 trat sie in die SPD ein. Bei der Kommunalwahl im Frühjahr 1978 wurde sie in den Gemeinderat von Unterhaching gewählt, dem sie bis zum Jahr 2002 angehörte. Dem Kreistag des Landkreises München gehörte sie von 1968 bis 1990 sowie von 1993 bis zum Frühjahr 1998 an.

### Soziales Engagement
Im Jahr 1980 übernahm sie den Vorsitz der örtlichen Arbeiterwohlfahrt. In den Jahren von 1980 bis 1997 steigerte sich die Anzahl der Mitglieder bei der AWO von ca. 50 auf ca. 300 Personen. Ihr wurde bescheinigt: Sie sei „nicht nur der Motor, sondern das Herz dieser Institution.“
Ihr besonderes Interesse galt den Kindern und alten Menschen in Unterhaching, im Landkreis München  und in Kroatien.
Im ehemaligen Kriegsgebiet in Kroatien richtete sie ein Heim für taubstumme Kinder ein und lieferte in die dortige Region insgesamt 7,5 Tonnen Hilfsgüter.
Rosa Bauer legte Wert darauf, dass sie bei ihrem sozialen Engagement in Kroatien tatkräftig unterstützt wurde. „Ohne die Hilfe von anderen Menschen wäre das nicht gegangen.“

## Auszeichnungen
- Bundesverdienstkreuz[1] am Bande verliehen am 29. November 1998[8]
- Willy-Brandt-Medaille[1]
- Bürgermedaille mit Ehrennadel in Gold der Gemeinde Unterhaching[9]
- Ehrenbürgerin der Gemeinde Unterhaching, verliehen im Januar 1998[10]
- Ehrenbürgerin von Županja in Kroatien / (Ost-Slavonien), verliehen im Jahr 1992[8]